# روپه
شهر روپه (به رومانیایی: Rupea) در شهرستان براشوو در کشور رومانی واقع شده‌است. جمعیت این شهر ۶٬۲۴۶ نفر  است.